# Iso Riekattelema
Iso Riekattelema är en sjö i Gällivare kommun i Lappland och ingår i Kalixälvens huvudavrinningsområde.